# نور الهی
در الهیات، نور الهی، حضور الهی است که به رؤیت درک می‌شود، یا به صورت استعاره بیان می‌شود.

## بودیسم
کتاب مقدس بودایی از بودای نور بیکران، و بی وقفه صحبت می‌کند. 

## مسیحیت
مفسران کتاب مقدس نور را استعاره ای از حقیقت، خیر و شر، دانش و جهل می‌دانند.

## ارتدکس شرقی
در سنت ارتدوکس شرقی، نور الهی از طریق تعقل انسان را روشن می‌کند. در انجیل یوحنا، آیات آغازین خدا را به عنوان نور توصیف می‌کند.

## کویکرها
کویکرها اعتقاد به توانایی هر انسان برای تجربه نور درون دارند

## هندوئیسم
در آیین هندو، دیوالی - جشن نورها - جشن پیروزی نور بر تاریکی است.

## سنت مت
در اصطلاح سنت مت نور و صوت دو تعبیر یگانگی با خداوند هستند.

## نو افلاطونی
ایامبلیکوس در کتاب دربارهٔ اسرار به نور الهی و تجلی اشاره می‌کند.

## دین زرتشت
نور یک مفهوم اصلی در عرفان ایرانی است. ریشه اصلی آن باورهای زرتشتی است که خدای متعال را منبع نور تعریف می‌کند.